# Nijefurd
Nijefurd (phát âmⓘ) là một đô thị ở tỉnh Friesland, Hà Lan.
Đô thị này được lập năm 1984 từ các đô thị Hindeloopen, Stavoren, Workum, và một phần của Hemelumer Oldeferd.

## Các trung tâm dân cư
Hemelum, Hindeloopen, It Heidenskip, Koudum, Molkwerum, Nijhuizum, Stavoren, Warns và Workum.